# Citroën Visa
Der Visa ist ein Kleinwagen der französischen Marke Citroën, der von Mitte 1978 bis Herbst 1988 hergestellt wurde. Geplant war das Modell als moderner Nachfolger des Citroën Dyane und 2CV, tatsächlich überschnitt sich aber die Produktion beider Fahrzeuge, und der 2CV überlebte den Visa um zwei Produktionsjahre.

## Entwicklungsgeschichte

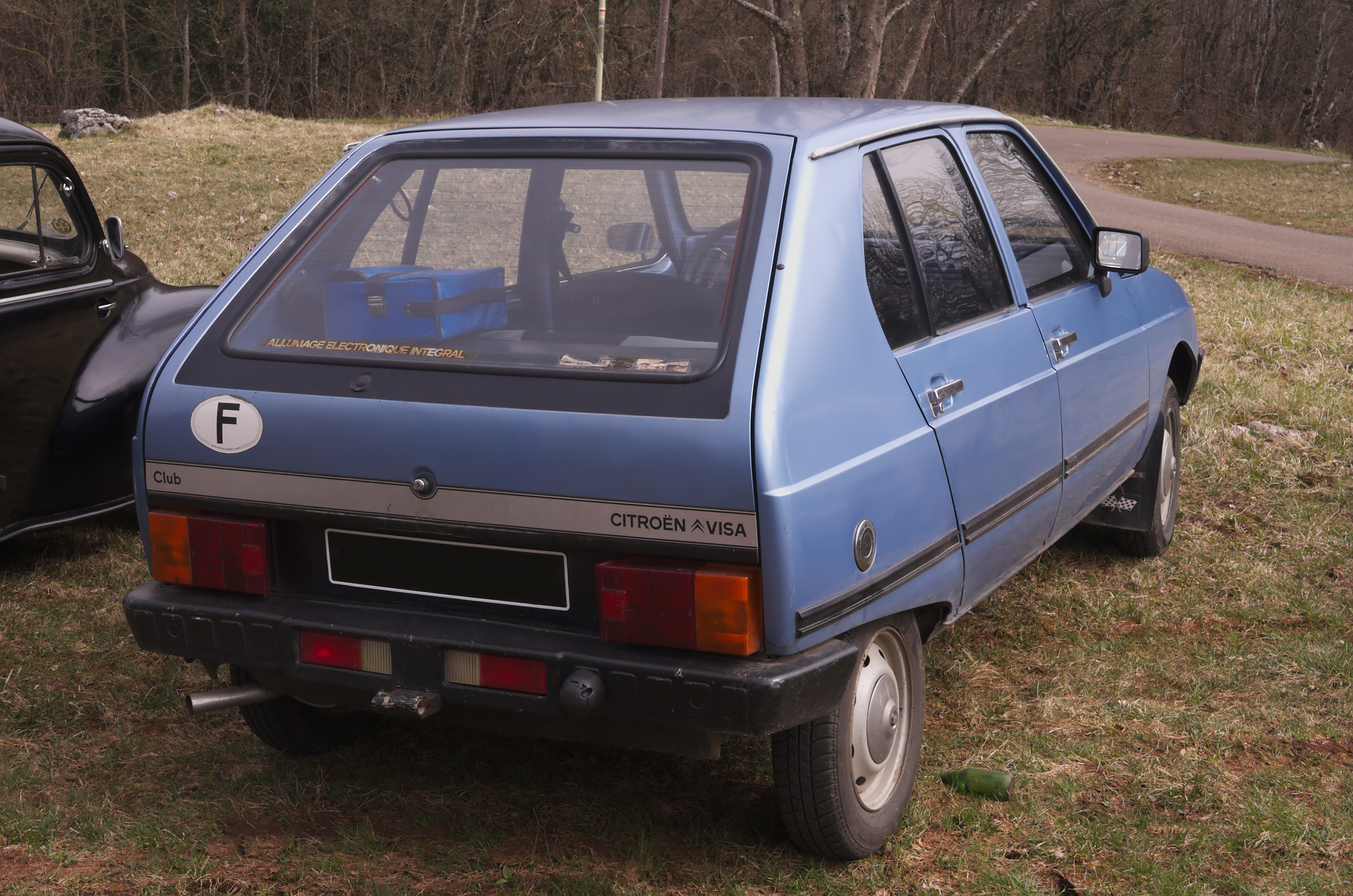
Heckansicht

Anfang der 1970er-Jahre entwickelte Citroën einen designierten Nachfolger des 2CV, der stärkere Motoren, ein moderneres Fahrwerk und eine zeitgemäße Karosserieform haben sollte. Bei der Entwicklung arbeitete Citroën zunächst mit Fiat zusammen, denn dort brauchte man einen Nachfolger für den Fiat 127. Citroën wurde 1974 fast insolvent und von Peugeot übernommen. Die Verluste aus Beteiligungen an Maserati und Comotor und die teure Produkteinführung des Citroën CX hatten das Unternehmen überfordert. Peugeot  beendete die Zusammenarbeit mit Fiat. Stattdessen sollte für das neue VD (Véhicule Diminuée) die Plattform des Anfang 1972 präsentierten Peugeot 104 genutzt werden. Das weitgehend fertige Design der Visa-Karosserie wurde der neuen Plattform angepasst. Eine dreitürige Version mit eigenständiger Karosserie wurde gestrichen; stattdessen konnten Käufer ab Herbst 1976 eine abgespeckte Version des als Coupé vermarkteten dreitürigen Peugeot 104 Z als Citroën LN erwerben.
Im September 1978 führte PSA den Citroën Visa auf dem Markt ein.
Die ursprünglichen Pläne wurden im Rahmen des Joint Ventures Oltcit S.A. in Rumänien verwendet, und der Wagen dort unter dem Markennamen Oltcit gebaut (er kam schließlich als Citroën Axel auch wieder nach Westeuropa und hatte kein einziges Gleichteil mit dem Visa).

## Technik
Nach den Typen GS und CX verwirklichte Citroën nun auch an einem kleineren Kompaktwagen eine aerodynamisch gestaltete Karosserie. Sie hatte ein Steilheck, fünf Türen und nach Herstellerangabe einen Luftwiderstandsbeiwert (cw) von 0,38. Die Lage des Reserverads im Motorraum verhinderte eine noch tiefer gezogene Frontscheibe. Am Heck gab es serienmäßig einen Heckscheibenwischer. Auch die Frontscheibe hatte nur einem Scheibenwischer. Ähnlich wie am Fiat Ritmo gab es auch am Visa ein damals noch ungewöhnliches voluminöses Kunststoff-Bugteil. Ein weiteres, vom CX her bekanntes Merkmal war das Einspeichenlenkrad mit „Satelliten“ statt Lenkstockhebeln. In zwei zylindrisch geformten Gehäusen vor dem Lenkrad saßen zahlreiche Schalter, die mit zwei Fingern bedient werden konnten, ohne die Hand vom Lenkrad zu nehmen.
Das Fahrwerk mit Scheibenbremsen, MacPherson-Federbeinen, und Dreiecksquerlenkern vorn, Zahnstangenlenkung und einzeln an Längslenkern aufgehängten Hinterrädern mit Trommelbremsen entsprach dem des Citroën LN und Peugeot 104. Die Federwege waren relativ lang. Die senkrecht eingebauten Feder-Dämpfer-Einheiten an der Hinterachse schränkten die Breite des Kofferraums ein. Der Vorderwagen unterschied sich konstruktiv abhängig davon, ob ein Zwei- oder Vierzylindermotor eingebaut wurde, das Gleiche betraf die Lenkung. Im Unterschied zu den bisherigen Typen gab es nun eine Zweikreisbremse mit X-Aufteilung.
Als Motor gab es für die Variante „Super“ den unveränderten, wassergekühlten Vierzylindermotor des Peugeot 104.
Die Varianten „Spezial“ und „Club“ hatten hingegen einen luftgekühlten Zweizylinder-Boxermotor von Citroën mit Vergaser. Vom Motor des 2 CV unterschied er sich durch Zylinder aus Aluminium mit nikasilbeschichteten Laufflächen statt aus Grauguss mit größerer Bohrung, der Hubraum war um 50 cm³ auf 652 cm³ vergrößert und eine dreifach statt zweifach gelagerte Kurbelwelle. Auch die Nockenwelle wurde geändert. Anstelle des Unterbrechers gab es eine neuartige  elektronische Zündanlage mit Leistungstransistor und einem elektronischen Motorsteuergerät. Die Zündzeitpunktverstellung arbeitete abhängig von der gemessenen Drehzahl und Motorbelastung, ähnlich wie bei einer Kennfeldzündung. Um ein nahezu stufenloses Kennfeld handelte es sich allerdings noch nicht, denn die Motorlast wurde nur zweistufig bestimmt: Wenn ein bestimmter Unterdruck im Ansaugrohr erreicht wurde, schaltete die Steuerung auf eine andere Kennlinie um.

## Modellpflege
Schon im März 1981 wurde ein umfangreiches Facelift unter der Leitung des Karosseriebauers Heuliez durchgeführt, da sich der Visa wegen seines ungewöhnlichen Designs (Kunststoffkühlergrill, breite C-Säulen außen, Einspeichenlenkrad und Bedienungssatelliten innen) anfangs nur schwer verkaufen ließ.
Nun bekam der Visa eine konservativer gestaltete Frontpartie und breite Kunststoffbeplankungen, welche die ursprüngliche Form des Visa kaschieren sollten.
Im April 1982 wurde die Sportversion Visa GT mit 59 kW (80 PS), serienmäßigem 5-Gang-Getriebe, Leichtmetallfelgen mit TRX-Breitreifen, Spoiler vorne/hinten und Drehzahlmesser ins Programm aufgenommen. Der Verbrauch des Visa GT nach DIN 70030: 7,4 l bei 120 km/h, 5,6 l bei 90 km/h und im Stadtverkehr 9,6 l. Die Höchstgeschwindigkeit lag bei 170 km/h. Der Visa GT kostete 1983 etwa 14.200 DM, während die Grundmodelle schon ab 9.950 DM erhältlich waren.
Im Oktober 1988 wurde die Produktion des Visa beendet.
Zum Stichtag 1. Januar 2022 waren in Deutschland laut KBA noch 278 Citroën Visa angemeldet, davon 16 GT und 4 GTi.

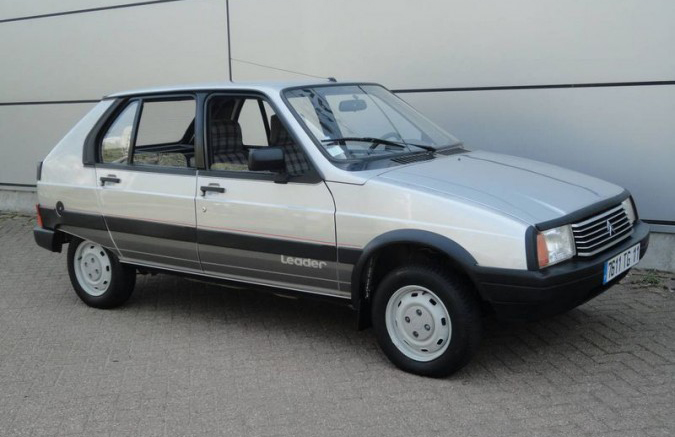
Citroën Visa (1981–1988)
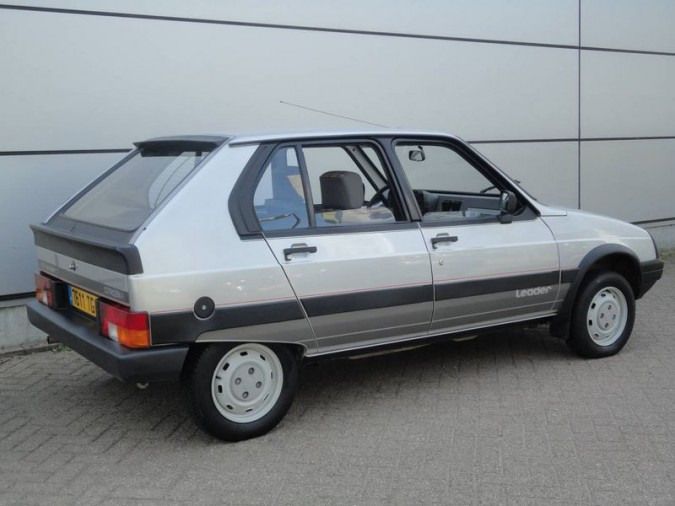
Heckansicht
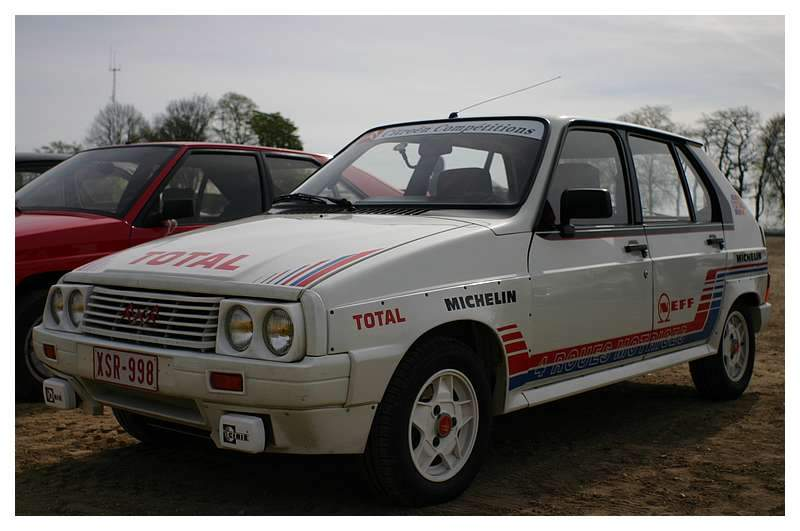
Citroën Visa 4x4 Milles Pistes (1984)
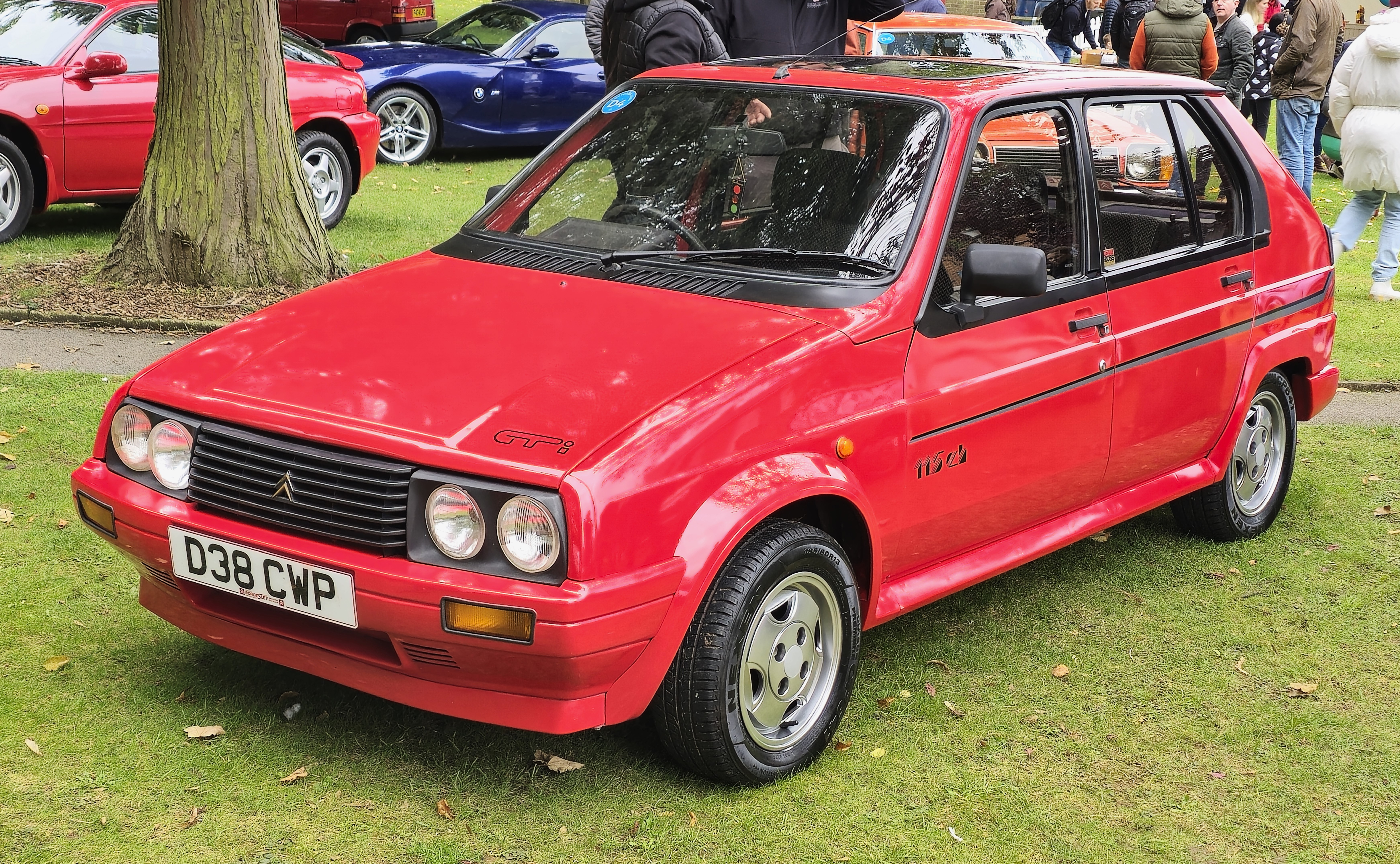
Citroën Visa GTi (1987)

## Weitere Karosserievarianten

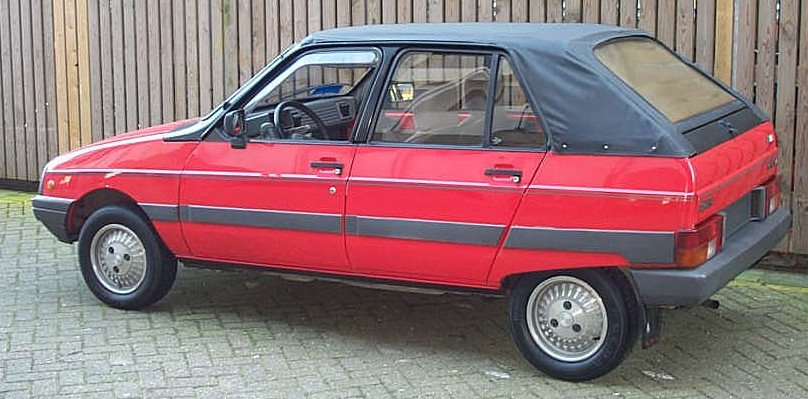
Citroën Visa Décapotable (1983–1985)

### Décapotable / Plein Air
Der Visa war ursprünglich nur als fünftürige Schräghecklimousine erhältlich. Ab Februar 1983 wurde als Ergänzung eine viertürige Cabriolimousine angeboten, die anfänglich als Décapotable (französisch etwa: entfernbare Haube) verkauft wurde. Zunächst gab es nur die Ausstattungslinie Super E.
Bereits Anfang 1984 wurde die Bezeichnung in Plein Air (französisch: im Freien) geändert. Der Super E wurde zudem vom Plein Air 11 RE abgelöst.
Die Fertigung des offenen Visa dauerte jedoch nur bis Juli 1985, da er sich nicht als Alternative zum 2CV durchsetzen konnte.

### C15
Im Oktober 1984 wurde mit dem Citroën C15 ein auf dem Visa basierender Kastenwagen eingeführt.
Die Karosserie glich bis zur B-Säule der des Visa, der hintere Teil des Wagens war eigenständig konstruiert und der Radstand verlängert. Die Hinterradschwingen des C15 kamen nicht vom Visa, sondern vom Citroën BX bzw. Peugeot 305 Break und waren rollengelagert.

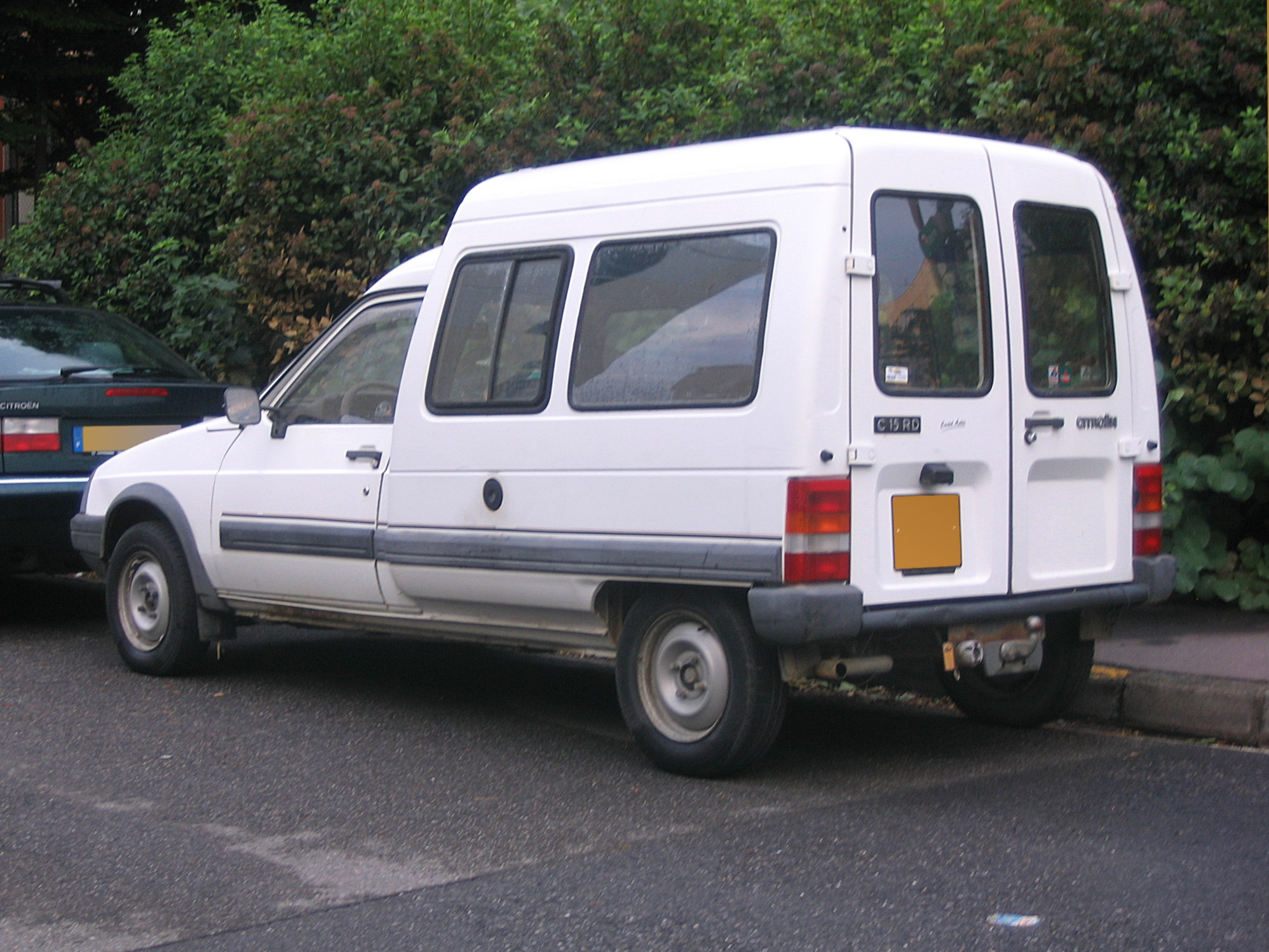
Citroën C15 (1984–2005)

Der Zweizylinder-Boxer wurde im C15 nicht angeboten, stattdessen gab es die in Douvrin produzierten kleinen Vierzylinder des Peugeot 104. Ab Mitte 1987 wurden Ottomotoren mit Einspritzung (1,1i, 1,4 E und 1,4i) der TU-Baureihe und der 1,8 Liter große Diesel (XUD-Reihe) eingebaut. Ende 2000 wurde letzterer durch den 1,9-l-Saugdiesel der DW-Baureihe ersetzt, der als einzige Antriebsquelle bis Ende 2005 im Programm blieb.
Der C15 war auch in einer verglasten Version mit fünf Sitzplätzen (Familiale) und in einer Version mit verlängertem Aufbau und einer zusätzlichen seitlichen Tür (Rallongé) lieferbar. Da er auch offen ohne den Kasten angeboten wurde, gab es verschiedene Sonderaufbauten, darunter einige Wohnmobile, eine sechsrädrige Variante und eine Allradversion, die alle über Citroën-Händler vertrieben wurden.
Am 2. Dezember 2005 endete dann im Werk Vigo (Spanien) die Produktion des C15 nach rund 1.200.000 Exemplaren. Im letzten Produktionsjahr war der C15 ausschließlich mit dem 1,9 Liter großen Dieselmotor in Frankreich und verschiedenen anderen europäischen Märkten wie beispielsweise Schweiz, Italien, Belgien und Spanien erhältlich.
Der C15 überlebte den Visa – die einstige Basisversion dieser Baureihe – um 17 Jahre und war mit einer ununterbrochenen Bauzeit von 21 Jahren eines der am längsten produzierten Citroën-Modelle überhaupt.

## Motoren
Sowohl der im September 1978 eingeführte Visa als auch der zwei Jahre vorher erschienene LN waren zunächst nur mit einem auf 652 cm³ vergrößerten Zweizylinder-Boxermotor des 2CV als Spécial bzw. Club erhältlich. Des Weiteren bot PSA beide Fahrzeuge mit den wassergekühlten 1,0-Liter- (10 E) und 1,1-Liter-Motoren (Super E, 11 E, 11 RE) mit 33 bis 37 kW aus dem Peugeot 104 an. Der Super E war für damalige Verhältnisse ausgesprochen wirtschaftlich: 1981 wurde die Höchstleistung von 42 auf 37 kW zurückgenommen, gleichzeitig aber verbesserte sich das Drehmoment von 82 auf 84 Nm bereits bei 2500/min anstatt bisher 3000/min. Zusammen mit einer veränderten Gesamtübersetzung wurde dadurch ein niedriger Kraftstoffverbrauch erzielt, der selbst im ECE-Stadtfahrzyklus nicht über 7 l/100 km lag und bei konstant 90 km/h nur 5,1 l/100 km betrug.
Der von Citroën für das Projekt VD vorgesehene luftgekühlte Vierzylinder-OHC-Boxer des GS kam dagegen nie zum Einsatz. Dafür erschien im Juli 1984 noch ein 1,4-l-Vierzylindermotor mit 44 kW (14 RS/TRS).
Mit der Einführung der neuen Dieselmotoren der XUD-Baureihe (17 D/RD) im März 1984 erhielt auch der Visa den 44 kW starken 1,8-l-Dieselmotor. Das neue vergleichsweise schwere Aggregat erforderte jedoch starke Modifikationen am Vorderwagen und an der Radaufhängung. Mit diesen Veränderungen war auch die Verwendung der starken Benzinmotoren der XU-Familie in den Versionen Super X, GT und GTi möglich, die sogar zu Rallye-Versionen wie den limitierten 4x4 Milles Pistes führten.
| Modell                      | Code                      | Typ                          | Hubraum (cm³) | Leistung                              | Drehmoment                   | Bauzeit         |
| --------------------------- | ------------------------- | ---------------------------- | ------------- | ------------------------------------- | ---------------------------- | --------------- |
| Spécial / Club              | V06/630, V06/644, V06/665 | Zweizylinder-Boxer-Benziner  | 652           | 25 kW (34 PS) bei 5250/min            | 48 Nm bei 3500/min           | 06/1978–10/1988 |
| II L / E / 10 E             | XV8                       | Reihen-Vierzylinder-Benziner | 954           | 33 kW (45 PS) bei 6000/min            | 65 Nm bei 2750/min           | 08/1981–10/1988 |
| Super / Super E / 11 E / RE | XW7                       | Reihen-Vierzylinder-Benziner | 1124          | 35–42 kW (48–57 PS) bei 5500–6250/min | 81,5–83 Nm bei 2500–3000/min | 06/1978–10/1988 |
| Super X / II Super X        | XZ5X                      | Reihen-Vierzylinder-Benziner | 1219          | 47 kW (64 PS) bei 6000/min            | 91 Nm bei 3000/min           | 07/1980–06/1982 |
| 14 RS / TRS                 | XY7                       | Reihen-Vierzylinder-Benziner | 1360          | 44 kW (60 PS) bei 5000/min            | 105 Nm bei 2500/min          | 07/1984–06/1987 |
| GT                          | XY8                       | Reihen-Vierzylinder-Benziner | 1360          | 59 kW (80 PS) bei 5800/min            | 108 Nm bei 2800/min          | 04/1982–08/1984 |
| GTi                         | XU5J 180A                 | Reihen-Vierzylinder-Benziner | 1580          | 77 kW (105 PS) bei 6250/min           | 132 Nm bei 4000/min          | 09/1984–08/1986 |
| GTi                         | XU5JA B6D                 | Reihen-Vierzylinder-Benziner | 1580          | 85 kW (115 PS) bei 6500/min           | 132 Nm bei 4500/min          | 08/1986–06/1988 |
| 4x4 Milles Pistes           |                           | Reihen-Vierzylinder-Benziner | 1361          | 82 kW (112 PS) bei 6800/min           | 131 Nm bei 4500/min          | 09/1984–08/1986 |
| 17 D / RD                   | XUD7                      | Reihen-Vierzylinder-Diesel   | 1769          | 44 kW (60 PS) bei 4600/min            | 112 Nm bei 2000/min          | 03/1984–10/1988 |

## Einstufung im französischen Steuersystem
Der schwächste Motor des Visa hatte anfangs eine Einstufung von 4 CV (Cheval fiscal), die später auf 3 CV reduziert wurden. Höhere Motoren erreichten 5 CV, der GTI mit 115 PS war dann mit 8 CV zu versteuern.

## Der Visa außerhalb Europas
In der Volksrepublik China wurde das Modell unter der Marke Wuling angeboten.